# Fígares
Fígares es un barrio de Granada, España, perteneciente al distrito Ronda. Está situado en la zona sur del distrito. Limita al norte con el barrio de Centro-Sagrario; al este, con los barrios de Realejo-San Matías y Cervantes; al sur, con el barrio de Zaidín-Vergeles y el término municipal de Armilla; y al oeste y al noroeste con el barrio de Camino de Ronda.

## Historia
Su nombre se debe a los arquitectos que diseñaron el barrio durante los años 1930 y 1935: Matías y José Fernández-Fígares Méndez. En su arquitectura, rompedora para la época, desarrollaron un barrio residencial de carácter obrero con casas unifamiliares con jardín rompiendo los cánones de vivienda social establecida en la época. De aquellas viviendas casi no queda nada debido a la demolición de la mayoría de ellas para la realización de bloques de pisos en posteriores décadas.

## Lugares de interés
- Parque de las Ciencias de Granada — Museo y complejo de actividades y divulgación científica.
- Museo CajaGranada Memoria de Andalucía — Museo, teatro y sala de exposiciones y actividades relacionados con la historia y cultura.
- Alcázar Genil — Palacio fortificado almohade, declarado Bien de Interés Cultural.
- Estación de Alcázar Genil — Estación del Metro de Granada, que alberga restos arqueológicos de una naumaquia anexa al palacio.
- Palacio de Congresos. Exposiciones temporales, espectáculos, etc.
- Parque Periodista Tico Medina
- Ermita de San Sebastián. Calle Ribera del Violón, s/n.
- Iglesia de San Antón. Calle San Antón.
- Parroquia de San Francisco, de padres franciscanos. Calle camino de Ronda, n.º 65.
- Parroquia de Regina Mundi. Calle Arabial, 61.
- Parroquia de San Emilio. Calle Agustina de Aragón. Sede canónica de la Hermandad del Despojado.